# 上田篠ノ井バイパス
上田篠ノ井バイパス（うえだしののいバイパス）は、長野県の上田市から埴科郡坂城町、千曲市を経て長野市に至る、計画中の国道18号バイパス（総延長27.3km）である。
国土交通省資料では、上田坂城バイパス・坂城更埴バイパス・更埴拡幅という3つの事業区間を合わせて上田篠ノ井バイパスとされている。
ルートは概ね国道18号現道や上信越自動車道と並行しており、現道との接続部を除き千曲川を挟んで対岸側に位置する。

## 各事業区間ごとの概要

### 上田坂城バイパス
- 起点 : 長野県上田市上塩尻（上塩尻東交差点）
- 終点 : 長野県埴科郡坂城町南条（小網交差点）
- 延長 : 4.9km
- 規格 : 第3種1級
- 標準道路幅員 : 27.0m
- 車線数 : 4車線（暫定2車線）
- 車線幅員 : 3.5m
- 設計速度 : 80km/h

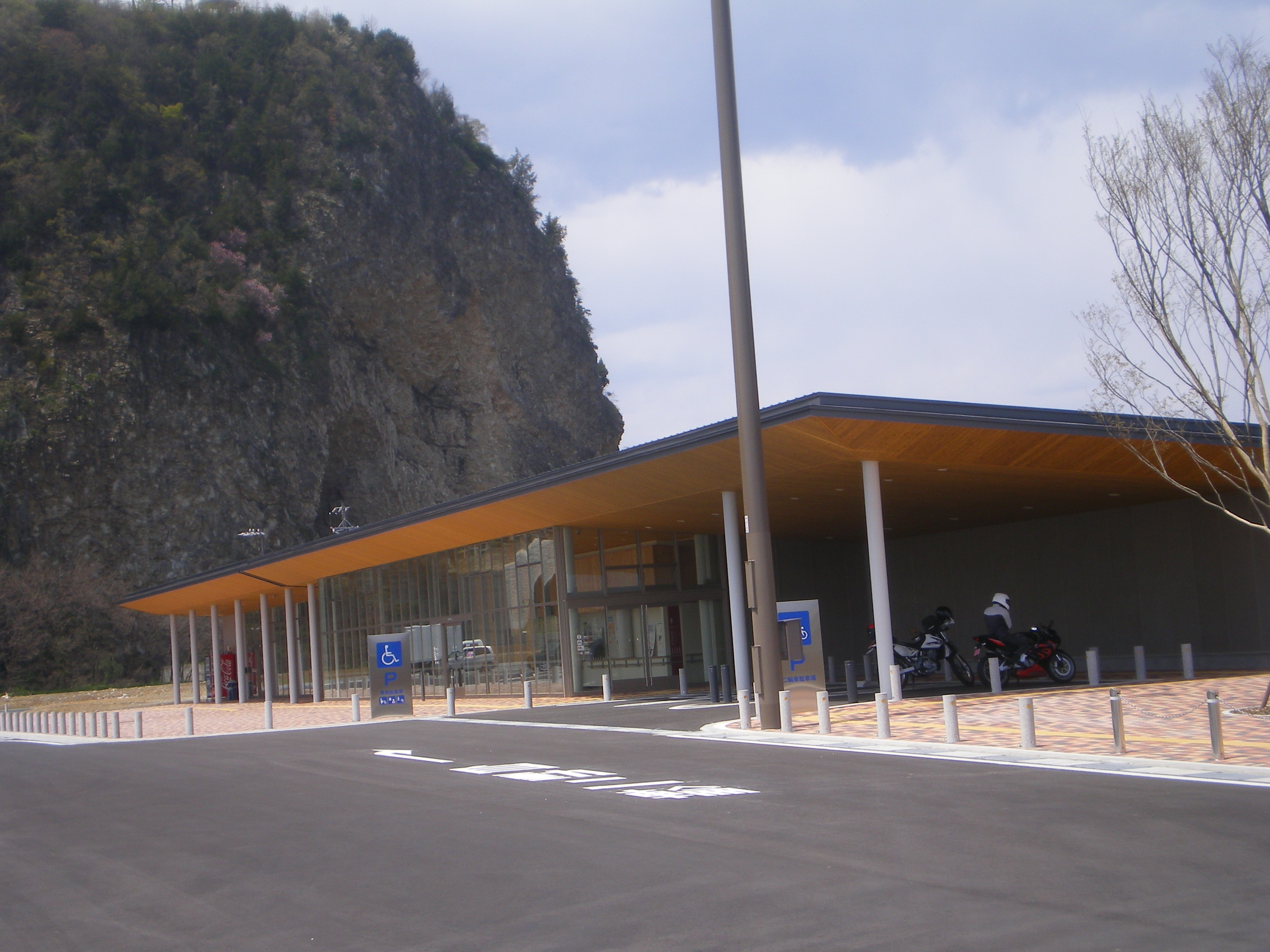
バイパス上に位置する
道の駅「上田道と川の駅」

上田坂城バイパス（うえださかきバイパス）は上田バイパス接続部から上田大橋にて千曲川の南岸に至り、松本市方面へ向かう国道143号と分岐した後に岩鼻付近を通過して小網交差点に至る。主要構造物は岩鼻トンネルと半過（はんが）トンネルで、沿線には道の駅上田 道と川の駅など。
1991年度に事業化し翌92年度には用地取得に着手。2000年2月に最初の開通区間として上田大橋を含むL=1.6km区間を供用したのを皮切りに、2004年2月には国道143号から主要地方道長野上田線までのL=0.6km区間が、2007年3月22日には岩鼻トンネルを含む上田市小泉地内のL=0.7km区間が開通し、このうち取付道路部分（計L=0.3km）を除けば、この時点で上田坂城バイパスとしてL=2.6km区間が供用された。
続いて2010年3月14日午後3時には半過トンネルを含む上田市小泉-埴科郡坂城町南条間（L=2.3km）が開通。これにより当該バイパスは上田市から坂城町の鼠（ねずみ）橋方面と接続する小網交差点までの全線が開通となり、沿線には同年4月1日付で道の駅も設置された。
いずれの区間も暫定2車線で整備されており、将来的に4車線化の構想はあるものの現在のところ拡幅事業は進められていない。

### 坂城更埴バイパス
- 起点 : 長野県埴科郡坂城町南条（小網交差点）
- 終点 : 長野県千曲市屋代（屋代交差点）
- 延長 : 19.2km
- 規格 : 第3種1級
- 標準道路幅員 : 27.0m（供用済区間および坂城町区間）、25.0m（延伸区間）
- 車線幅員 : 3.5m
- 車線数 : 4車線（暫定2車線）
- 設計速度 : 80km/h

坂城更埴バイパス（さかきこうしょくバイパス）は上田坂城バイパスとの接続部から千曲市まで至る計画で、延長19kmと上田篠ノ井バイパスの多くを占める。途中で聖高原や安曇野市方面に至る国道403号と接続。
現在は一部区間を除いて整備中ないし調査中段階だが、全線開通後は国道18号の大規模バイパスとして走行性向上に資すると共に、上田市や坂城町方面から長野自動車道姨捨スマートインターチェンジへのアクセス路として活用される事も期待されている。
1997年度に事業着手し、これまでに八幡峯交差点から治田小学校東交差点までの区間（L=1.7km）が2005年に、八幡上町交差点から八幡峯交差点までの区間（L=1.3km）が2008年にそれぞれ暫定2車線で開通している。
現在は千曲市稲荷山より長野市篠ノ井塩崎までの区間（L=2.6km）が坂城更埴バイパス（延伸）として、また上田坂城バイパスと接続する坂城町南条から主要地方道長野上田線力石バイパスと接続する同町上五明までの区間（L=3.8km）が坂城更埴バイパス（坂城町区間）として事業中である。
いずれも用地取得段階であり供用までに相当の時間を要する事が見込まれるほか、残る坂城町上五明から八幡上町交差点に至る部分と長野市篠ノ井塩崎から千曲川を渡って千曲市街地に至る区間については調査中区間となっており、全線での供用開始時期については不透明な状況である。

### 更埴拡幅
- 起点 : 長野県千曲市屋代（粟佐北交差点）
- 終点 : 長野県長野市篠ノ井塩崎（篠ノ井橋北交差点）
- 延長 : 3.2km
- 規格 : 第3種1級
- 標準道路幅員 : 25.0m
- 車線数 : 4車線
- 車線幅員 : 3.5m
- 設計速度 : 75km/h

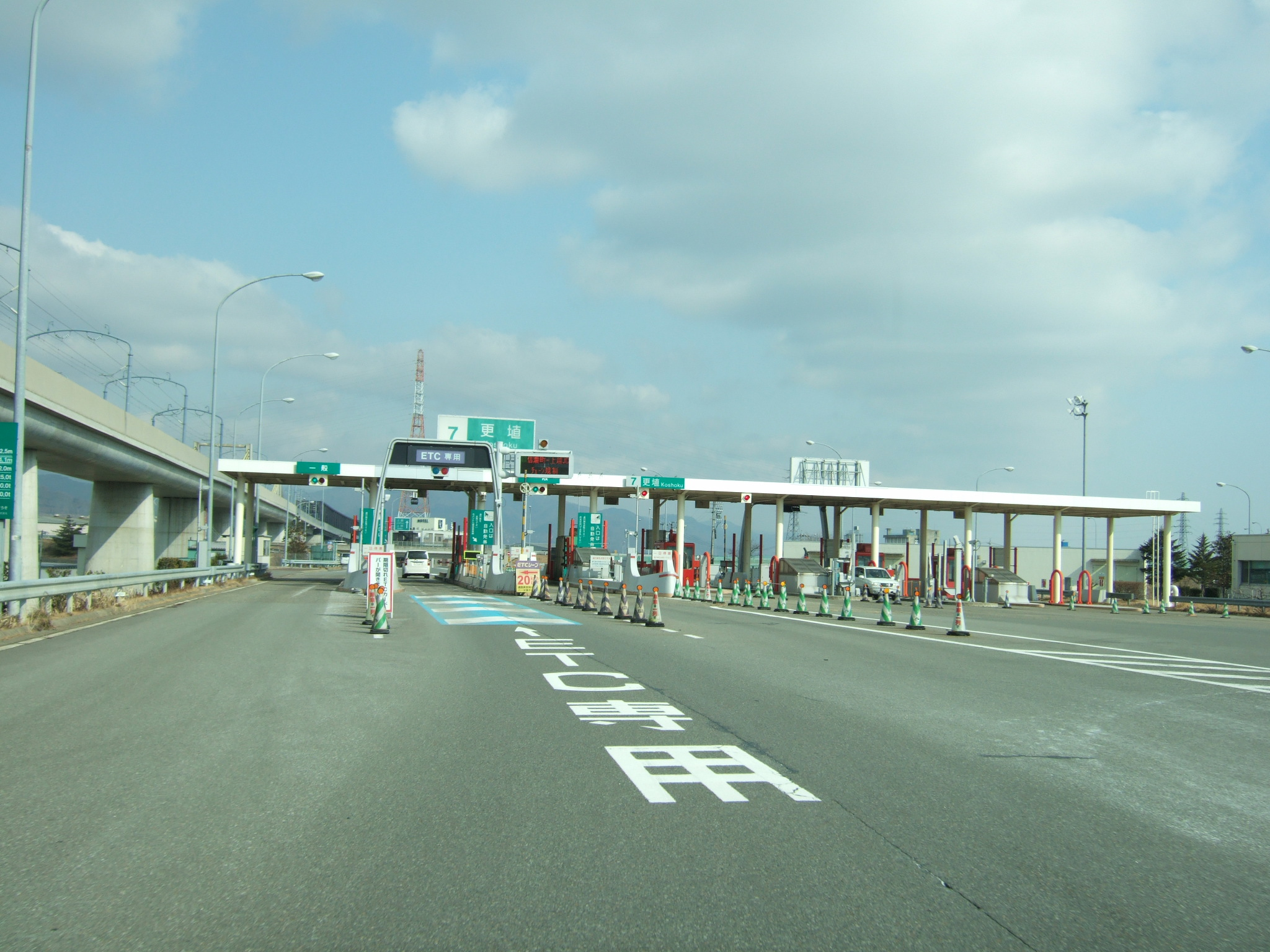
当該バイパスは高速道路へのアクセス路も兼ねる
写真は長野自動車道・更埴IC

更埴拡幅（こうしょくかくふく）は、1988年に着工し1994年3月の上信越自動車道の須坂長野東IC-碓氷軽井沢IC間と同時に開通した、上田篠ノ井バイパスの中では一番北に位置する区間である。ルート上には長野自動車道更埴ICがある。
篠ノ井バイパスと混同されやすい区間だが、正確には“上田”篠ノ井バイパスの一部である。
起点の粟佐北交差点から南西に伸びる市道（都市計画道路3・4・3千曲線）を拡幅すると同時に、千曲橋付近に新橋を建設し国道403号に接続する事によって坂城更埴バイパスと連結させる構想もあるが、国土交通省が2015年に公表している事業評価資料によれば、調査中区間扱いながらも坂城更埴バイパスは栗佐橋の北側に架橋して屋代交差点に至るルートが示されている。また、千曲市の都市計画道路図では両交差点の中間に位置する神明町交差点と接続するルートとなっている。
いずれの場合でも、市道の活用はおろか当該拡幅事業区間のうち粟佐北交差点から数百メートル（前者の場合は屋代交差点まで至る約600m）区間について国道18号上田篠ノ井バイパス群から外れる事となり、その場合は市道へ指定替えされる。

## 接続道路
- 国道18号上田バイパス、国道18号（現道）（上塩尻東）
- 長野県道462号上田千曲長野自転車道線
- 国道143号（築地バイパス）
- 長野県道77号長野上田線
- 長野県道77号長野上田線
- （長野県道77号長野上田線）
- 長野県道77号長野上田線
- 国道403号・長野県道340号姨捨停車場線
- 長野県道390号小峰稲荷山線
- （長野県道77号長野上田線）
- 長野自動車道 更埴IC
- 長野県道335号森篠ノ井線
- 長野県道335号森篠ノ井線（篠ノ井橋北）
- 国道18号（篠ノ井バイパス）

## 沿革
- 1985年12月23日 : 坂城更埴バイパス 都市計画決定。
- 1988年 : 更埴拡幅 用地着手。
- 1991年3月22日 : 上田坂城バイパス 都市計画決定。
- 1991年度 : 上田坂城バイパス 事業化。
- 1992年度 : 上田坂城バイパス 用地買収に着手。
- 1994年度 : 更埴拡幅 千曲市大字屋代 - 長野市篠ノ井塩崎 (3.2km) 全線完成。
- 1997年度 : 坂城更埴バイパス 事業化。
- 1999年度 : 坂城更埴バイパス 用地買収に着手。
- 2000年2月18日 : 上田坂城バイパス 上塩尻東交差点 - 上田市下之条 (1.6km) 暫定2車線で供用開始。
- 2000年度 : 坂城更埴バイパス 着工。
- 2004年2月25日 : 上田坂城バイパス 上田市下之条 - 上田市小泉 (0.6km) 暫定2車線で供用開始。
- 2005年11月23日 : 上田坂城バイパス 岩鼻トンネル貫通。
- 2005年12月23日 : 坂城更埴バイパス 千曲市大字八幡 - 大字稲荷山 (1.7km) が開通。
- 2007年3月22日 : 上田坂城バイパス 上田市下之条 - 上田市小泉上半過 (0.7km) 暫定2車線で供用開始。
- 2008年3月29日 : 坂城更埴バイパス 千曲市大字八幡(上町) - 千曲市大字八幡(峯) (1km) が開通。
- 2010年3月14日 : 上田坂城バイパス 上田市小泉上半過 - 坂城町南条 (2.3km) 暫定2車線で供用開始。

## 交通量
2005年度（平成17年度道路交通センサスより）
平日24時間交通量（台）
- 上田市下之条998 : 17,900
- 上田市小泉633-2 : 4,607